# Cultura Paracas

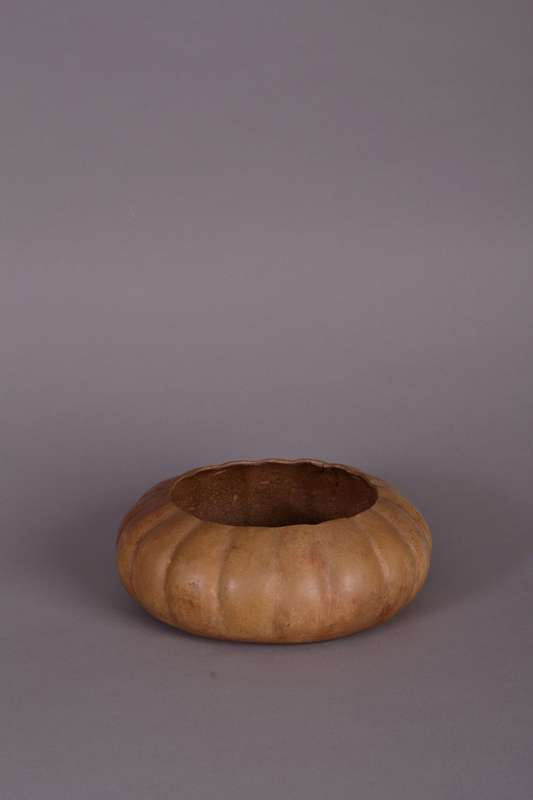
Ciotola di ceramica a forma di zucca del I-II secolo d.C., Raccolte extraeuropee del Castello Sforzesco

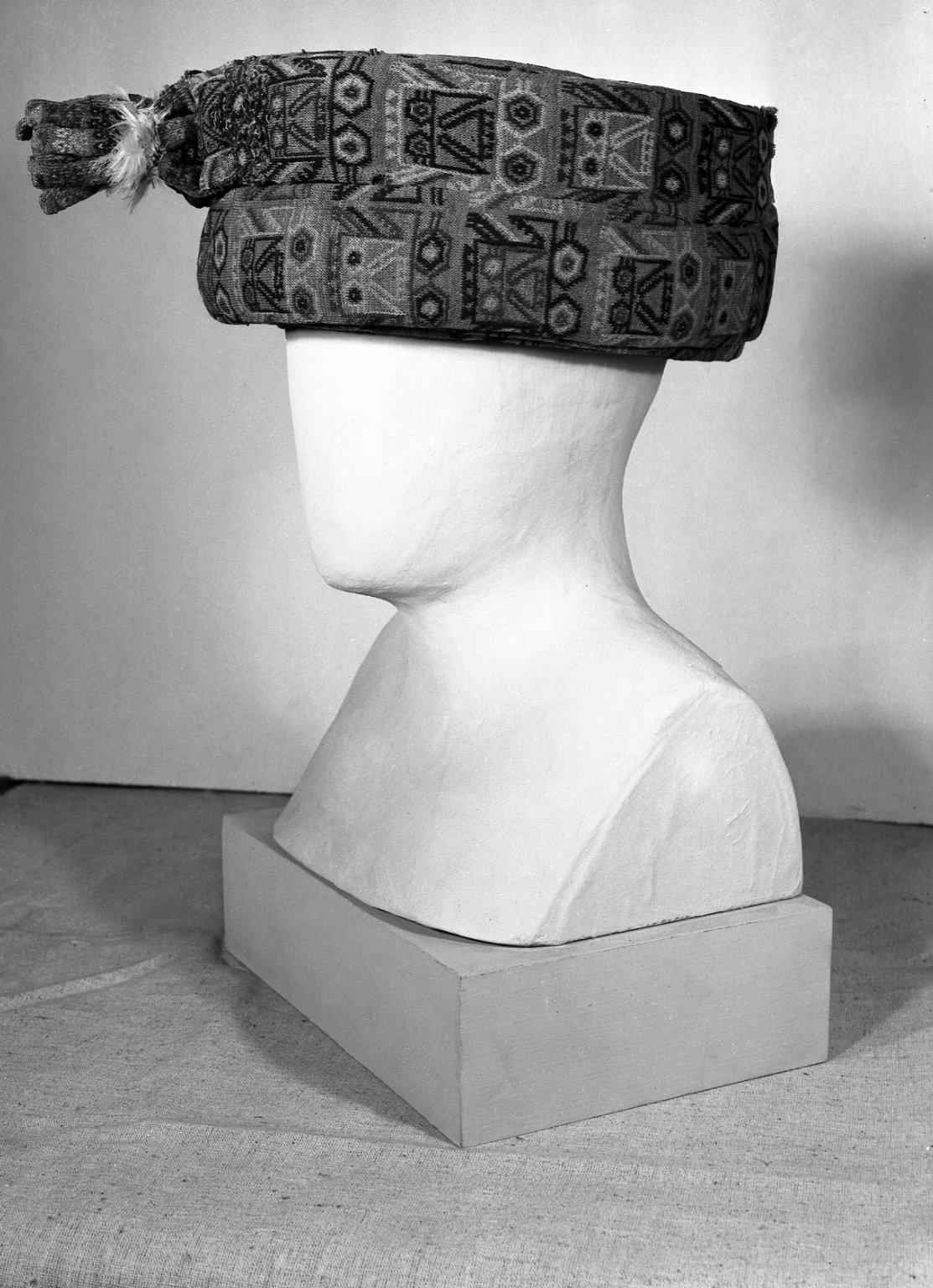
Turbante della cultura Paracas

La cultura Paracas fu un'importante società andina tra il 700 a.C. e il 200 d.C. che si sviluppò nella penisola di Paracas, situata in quello che oggi è il distretto di Paracas della provincia di Pisco nella regione Ica, in Perù.
La maggior parte delle informazioni sulla vita dei Paracas proviene dagli scavi della necropoli di Paracas, per primo esplorata dall'archeologo peruviano Julio Tello negli anni '20 del XX secolo.
La cultura Paracas è nota per gli straordinari e variopinti tessuti ricamati di lana e cotone. Furono trovati per la prima volta nella necropoli scoperta Julio Tello che conteneva 420 corpi mummificati e avvolti in tessuti ricamati del 200-300 a.C.
Di questa civiltà si sa molto poco, anche a causa del fatto che non vengono mai menzionati nelle cronache incaiche: ad esempio non se ne conosce nemmeno l'endoetnonimo (cioè il nome con cui una certa popolazione definisce sé stessa). La cultura Paracas era diffusa in una zona desertica e vicina al mare. I reperti che ci sono pervenuti provengono soprattutto dalle caverne e dalle profonde stanze sotterranee usate come necropoli. Per mummificare i corpi dei defunti venivano usate le sabbie naturali del deserto. La più ammirevole produzione artistica di questo popolo è costituita dai prodotti tessili, considerati tra i migliori mai realizzati a telaio: i corpi rinvenuti erano avvolti in scialli, turbanti e vesti di eccellente fattura e riccamente decorati con ricami policromi. La varietà e la qualità dei reperti denotano una grande maestria dell'arte tessile che doveva essere estremamente sviluppata: erano note diverse tecniche di tessitura e soprattutto di tintura, al punto che si possono distinguere fibre colorate di 190 tonalità differenti. Nelle tombe sono stati rinvenuti anche dei lama mummificati, appartenenti a varietà talmente antiche da presentare ancora cinque dita anziché due.

## Scoperta
La cultura Paracas fu scoperta dall'archeologo peruviano Julio César Tello nell'estate del 1925 di fronte alla baia di Paracas al sud di Pisco. In seguito Tello installò un campo archeologico nella zona. La gran parte dei reperti fu ritrovata in necropoli o siti tumulari nelle dirette vicinanze degli scavi.